# Cacerense Esporte Clube
Il Cacerense Esporte Clube, noto anche semplicemente come Cacerense, è una società calcistica brasiliana con sede nella città di Cáceres, nello stato del Mato Grosso.

## Storia
Il 5 luglio 2005, il Cacerense Esporte Clube è stato fondato.
Nel 2006, il club ha vinto il suo primo titolo, che è stato la Copa Governador de Mato Grosso, dopo aver sconfitto il Vila Aurora in finale, e qualificandosi anche per il Campeonato Brasileiro Série C dell'anno successivo.
Nel 2007, il Cacerense ha vinto il suo secondo titolo, che è stato il Campionato Mato-Grossense, dopo aver sconfitto il Grêmio Jaciara in finale. Nello stesso anno, il club si è qualificato per il Campeonato Brasileiro Série C.

## Palmarès

### Competizioni statali
- Campionato Mato-Grossense: 1

2007
- Copa Governador de Mato Grosso: 1

2006